# 劉銳 (漢趙)
劉銳（3世纪？—310年8月25日），十六國时期汉国（汉赵）宗室，被封为西昌王。
河瑞二年（310年）七月十八日，汉国第一任皇帝刘渊去世。太子刘和继承皇位。刘和性格多疑没有恩德。西昌王刘锐担任卫尉，对没有受到刘渊临终顾命也感到羞耻。于是和同样心怀不满的宗正呼延攸、侍中刘乘一起密谋，对刘和说：“先帝不考虑情势轻重，使齐王刘裕、鲁王刘隆、北海王刘乂三王在皇城里统领强兵，大司马刘聪拥兵十万在近郊驻扎，陛下不过是寄人篱下的皇帝。应当尽早打算。”刘和是呼延攸的外甥，所以对他深信不疑。七月二十日夜，通告安昌王刘盛，安邑王刘钦、护军马景。刘盛不同意，呼延攸、刘锐对他发怒道：“今天商议，没有别的道理可讲，领军说的是什么话。”便命令左右随从杀死刘盛。刘盛死后，刘钦、马景表示：“只听从陛下的旨意。”于是结盟于东堂。七月二十一日，刘锐带领马景在单于台攻打楚王刘聪，呼延攸带领永安王刘安国到司徒府攻打齐王刘裕，侍中刘乘带领武卫将军刘钦攻打鲁王刘隆，又派尚书田密、武卫将军刘璿攻打北海王刘乂。田密、刘璿带着刘乂归附刘聪，刘聪命令穿上铠甲等待刘锐进攻。刘锐得知刘聪已有防备，迅速回师，与呼延攸、刘乘一起攻打刘隆、刘裕，呼延攸、刘乘怀疑刘安国、刘钦有异心，将他们杀死。当天，攻下司徒府，杀死了齐王刘裕。七月二十二日，杀死了刘隆。七月二十三日，刘聪攻克西明门。刘锐等逃进南宫。七月二十四日，刘聪在光极殿西室杀了皇帝刘和，擒获刘锐、呼延攸、刘乘，在通衢斩杀并枭首。刘聪获得胜利，成为汉国第三任皇帝。